# Scuticaria (vissen)
Scuticaria is een geslacht van straalvinnige vissen uit de familie van de Muraenidae (Murenen).

## Soorten
- Scuticaria okinawae (Jordan & Snyder, 1901)
- Scuticaria tigrina (Lesson, 1828) Tiger reef-eel